# Friedrich Arnold Brockhaus
För andra betydelser, se Friedrich Arnold Brockhaus (olika betydelser).
Friedrich Arnold Brockhaus, född 4 maj 1772, död 20 augusti 1823, var en tysk bokförläggare, far till orientalisten Hermann Brockhaus.
Denne grundade 1805 i Amsterdam bokförlaget F. A. Brockhaus, som 1811 flyttades till Altenburg. Redan i Amsterdam hade Brockhaus inköpt ett ofullbordat tyskt konversationslexikon, som han utvidgade och fullständigade och som sedan utgått i en mängd upplagor ända fram till idag. År 1818 flyttade han till Leipzig, där han också upprättade ett tryckeri och där förlaget sedan haft sitt säte.
Brockhaus båda äldre söner Friedrich Brockhaus (1800-1856) och Heinrich Brockhaus (1804-1874) utvidgade företaget ytterligare.